# Gammel Lundeborg

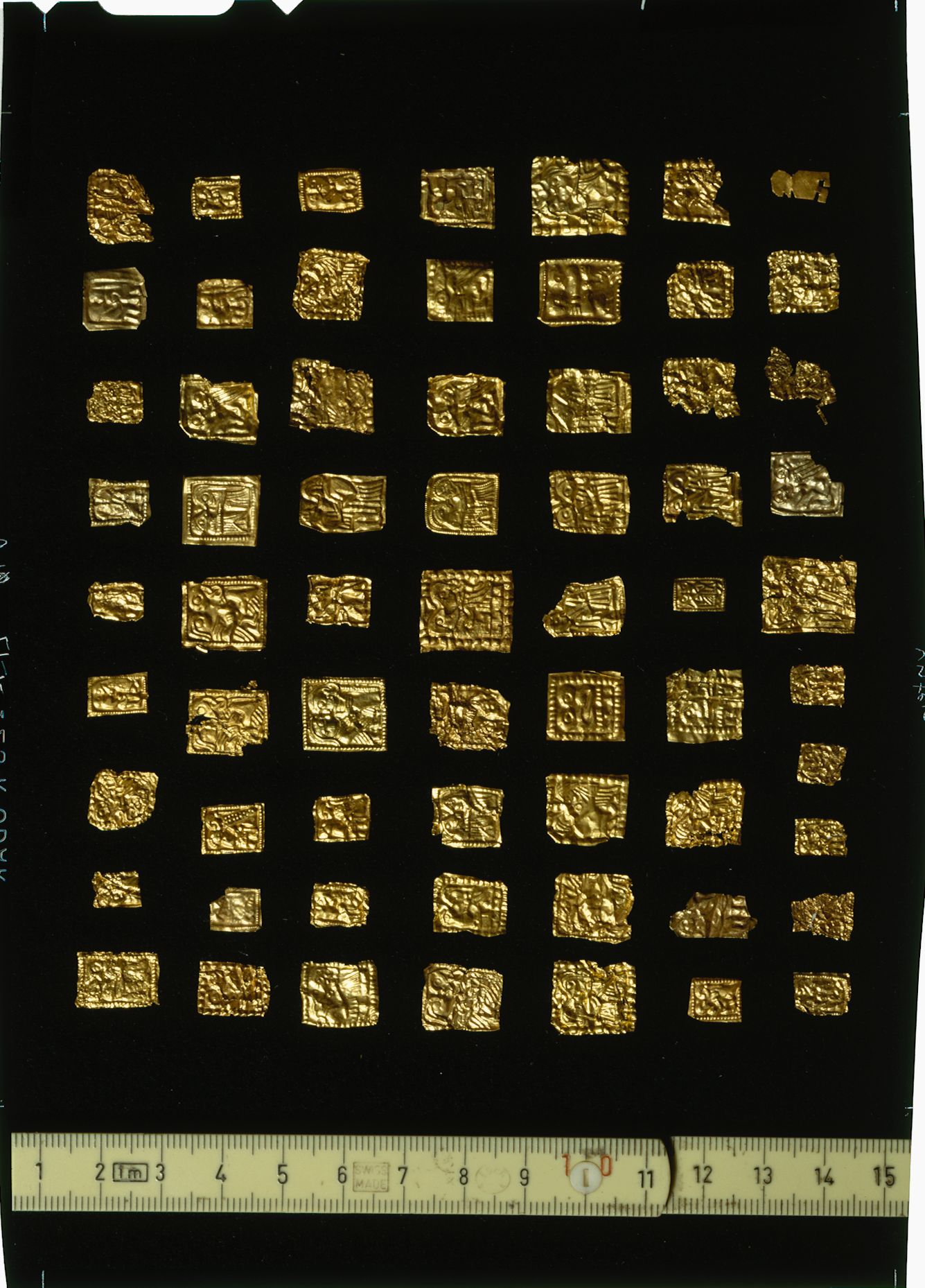
Guldgubber von Gammel Lundeborg

Das von 1986 bis 1992 ausgegrabene Gammel Lundeborg (deutsch „Alt-Lundeborg“) nördlich von Lundeborg auf Fünen ist einer von Dänemarks ältesten Handelsplätzen. Der 900 Meter lange Naturhafen an der Mündung des Tange Å diente zum Umschlagen von Schiffen jenes Typs der in Nydam gefunden wurde. Kleine, schmale Hütten zeigen, dass Gammel Lundeborg für das nahegelegene eisenzeitliche Reichtumszentrum Gudme als Sommermarkt fungierte. Die Blütezeit des Hafens lag zwischen 200 und 550 n. Chr., aber er wurde bis 800 n. Chr. verwendet.
Hier arbeiteten Bernsteinschleifer, Bronzegießer, Kammmacher, Silber- und Goldschmiede, Schmiede und Schiffsbauer. Von letzteren zeugen Tausende von Nägeln und Nietplatten. Gewichte und Waagen deuten ebenso auf Handel, wie römische Krüge und Münzen, die anzeigen, dass nicht nur mit lokalen Produkten gehandelt wurde, was zum immensen Reichtum von Gudme mit seiner eisenzeitlichen Halle beitrug. 
In der Mitte des Hafenortes wurden insgesamt 102 kleine dünne Goldplättchen, so genannte Guldgubber gefunden, die um 600 n. Chr. hergestellt worden waren. 30 lagen so eng beieinander, dass sie in einem Lederbehältnis gewesen sein können. Die Menge wird nur von den etwa 2500 Guldgubber aus Sorte Muld auf Bornholm übertroffen. Während die Abbildungen auf Bornholm in der Regel einen einzelnen Mann zeigen, ist auf denen von Fünen fast ausschließlich ein Paar in Umarmung abgebildet. Die Funktion der Guldgubber ist unklar, vielleicht waren sie eine Art Amulett oder wurden bei den kultischen Feiern in Gudme verwendet. 
Es ist möglich, dass die reichen Gutsbesitzer oder ein König den zentralen Gottesdienst besteuerten. Sieben kleine männliche Figuren und fünf in Gudme gefundene Stiere können Idole gewesen sein.